# (18426) Maffei
(18426) Maffei ist ein Asteroid des Hauptgürtels, der am 18. Dezember 1993 von den italienischen Amateurastronomen Enrico Colzani und Graziano Ventre am Osservatorio Astronomico Sormano (IAU-Code 587) in der Provinz Como entdeckt wurde.
Benannt wurde der Asteroid am 21. September 2002 nach dem italienischen Astronomen Paolo Maffei (1926–2009), der die Sternwarte Catania in Sizilien leitete und die größten Mitglieder der nach ihm benannten Maffei-Gruppe entdeckte.